# Ningjiang
Ningjiang léase Ning-Chiáng (en chino:宁江区, pinyin:Níngjiāng qū, lit: río Ning) es un distrito urbano bajo la administración directa de la ciudad-prefectura de Songyuan. Se ubica en la provincia de Jilin , noreste de la República Popular China . Su área es de 1269 km² y su población total para 2010 fue de +500 mil habitantes.

## Administración
El distrito de Ningjiang se divide en 19 pueblos que se administran en 10 subdistritos, 2 poblados y 7 villas.